# Lerepkebumen
Lerepkebumen is een bestuurslaag in het regentschap Kebumen van de provincie Midden-Java, Indonesië. Lerepkebumen telt 1438 inwoners (volkstelling 2010).